# オート＝ロワール県
オート＝ロワール県（オート＝ロワールけん、Haute-Loire）は、フランスのオーヴェルニュ＝ローヌ＝アルプ地域圏の県である。

## 歴史
フランス革命中の1790年3月4日、新たな県として設置された。旧ラングドック州からヴレ地方、旧オーヴェルニュの一部（ブリウド周辺）、旧ジェヴォーダン、旧フォルズから構成されている。
オート＝ロワールはオクシタニアに属する。県の2/3を占めるヴレはかつてラングドックの一部であったが、大きな自治を享受するトゥールーズとは距離が離れていた。

オート＝ロワール県の地方と、革命前に属した州:
オーヴェルニュ
ヴレ (ラングドック)
ジェヴォーダン (ラングドック)
ヴィヴァレー (ラングドック)
フォルズ

## 地理
オート＝ロワールの名は、県を南から北に流れるロワール川の上流にあることから名づけられた。また、アリエ川も流れている。
県は中央高地の中東部に完全に含まれている。県の2/3は標高800mを越えている。最も低いところで海抜400mである。
全般的に、オート＝ロワール県の地形は、県西部から北西へ向くアリエ川の渓谷で囲まれている。アリエ川の西側はマルジュリド地方へ広がる。東側はヴレ地方である。ロワール川渓谷やリニョン＝デュ＝ヴレ渓谷を含めたいくつかの谷も交差する。
県には700以上の河川があり、それらはアリエ川やロワール川の流域に分散する。アリエ川流域は県西部に広がる。ロワール流域は県東部の2/3を占める。
気候は海洋性気候の傾向があり、周囲の山地によって大陸性気候の特徴が強調される。穏やかな地中海性気候は県南部および南東部の降水量にその影響を感じさせている。冷涼な山岳気候は高原で優勢で、アリエ渓谷の一部の村々では著しい微気候をもつ。荒天は特に夏、高原で時々発生する。

## 人口統計
2010年1月1日、県の法的人口は220,437人だった（2007年度の国勢調査）。1999年の国勢調査から11324人増加している。年間1350人、約0.6%が増加しており、オート＝ロワールは地域圏内で最も急激に人口が増加している県である。
20世紀前半、県は人口の1/3を失い、1990年代まで多かれ少なかれ一定で推移してきた。
県には2つの都市部しかない。1つは人口66,000人をわずかに超えるル・ピュイ＝アン＝ヴレ都市圏である。2つめはオート＝ロワール県にまで伸びてきたサンテティエンヌ都市圏で、県北東部のコミューン8つが含まれ、人口は約15,000人である。
| 1801年  | 1831年  | 1841年  | 1851年  | 1856年  | 1861年  | 1866年  |
| ------- | ------- | ------- | ------- | ------- | ------- | ------- |
| 229.773 | 292.078 | 298.137 | 304.615 | 300.994 | 305.521 | 312.661 |
| 1872年  | 1876年  | 1881年  | 1886年  | 1891年  | 1896年  | 1901年  |
| 308.732 | 313.721 | 316.461 | 320.063 | 316.461 | 316.699 | 314.058 |
| 1906年  | 1911年  | 1921年  | 1926年  | 1931年  | 1936年  | 1946年  |
| 314.770 | 308.838 | 268.910 | 260.610 | 251.608 | 245.271 | 228.076 |
| 1954年  | 1962年  | 1968年  | 1975年  | 1982年  | 1990年  | 1999年  |
| 215.577 | 211.036 | 208.337 | 205.491 | 205.895 | 206.568 | 209.113 |
| 2006年  |         |         |         |         |         |         |
| 219.484 |         |         |         |         |         |         |

## ギャラリー

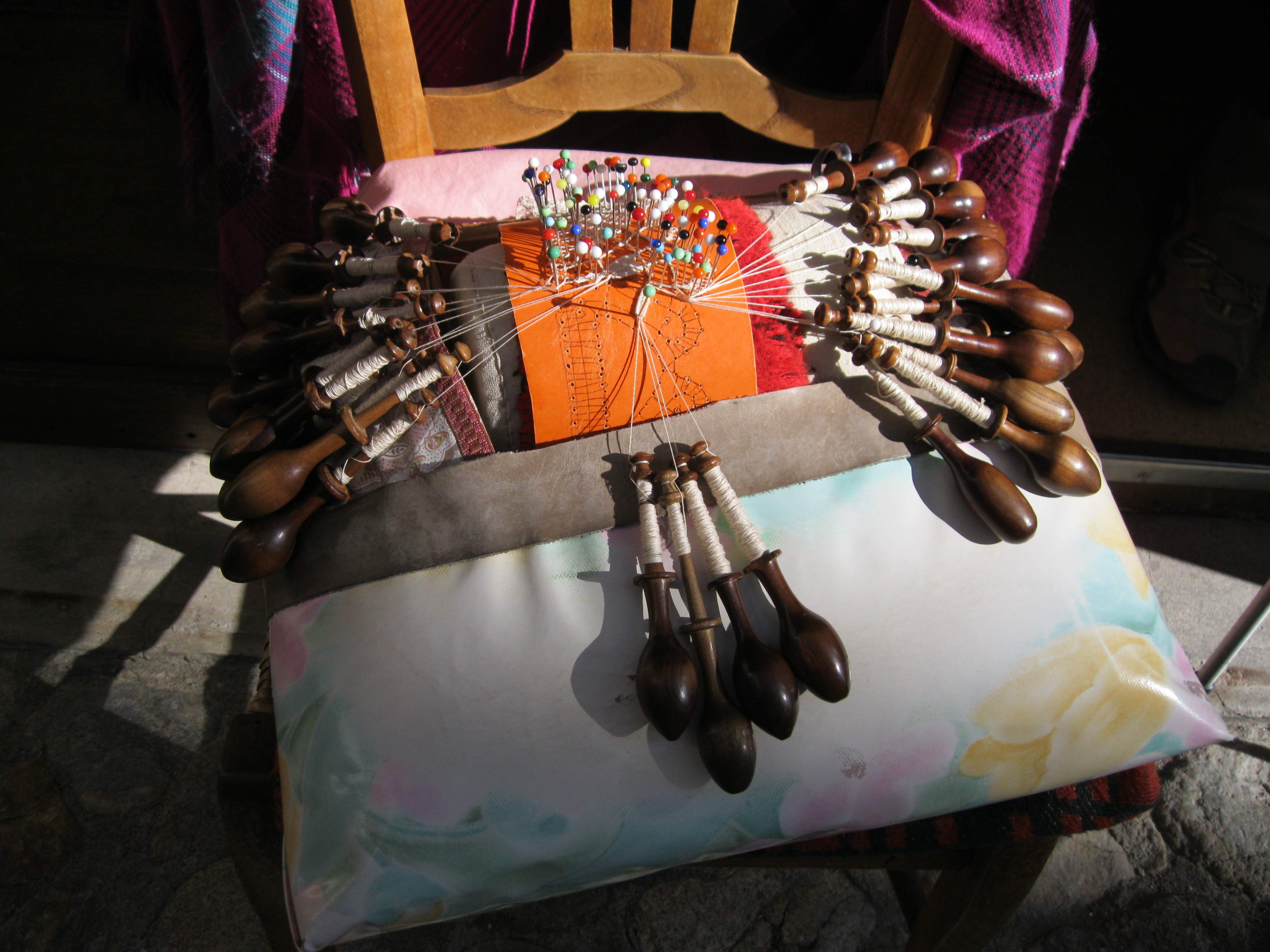
ピュイのレース
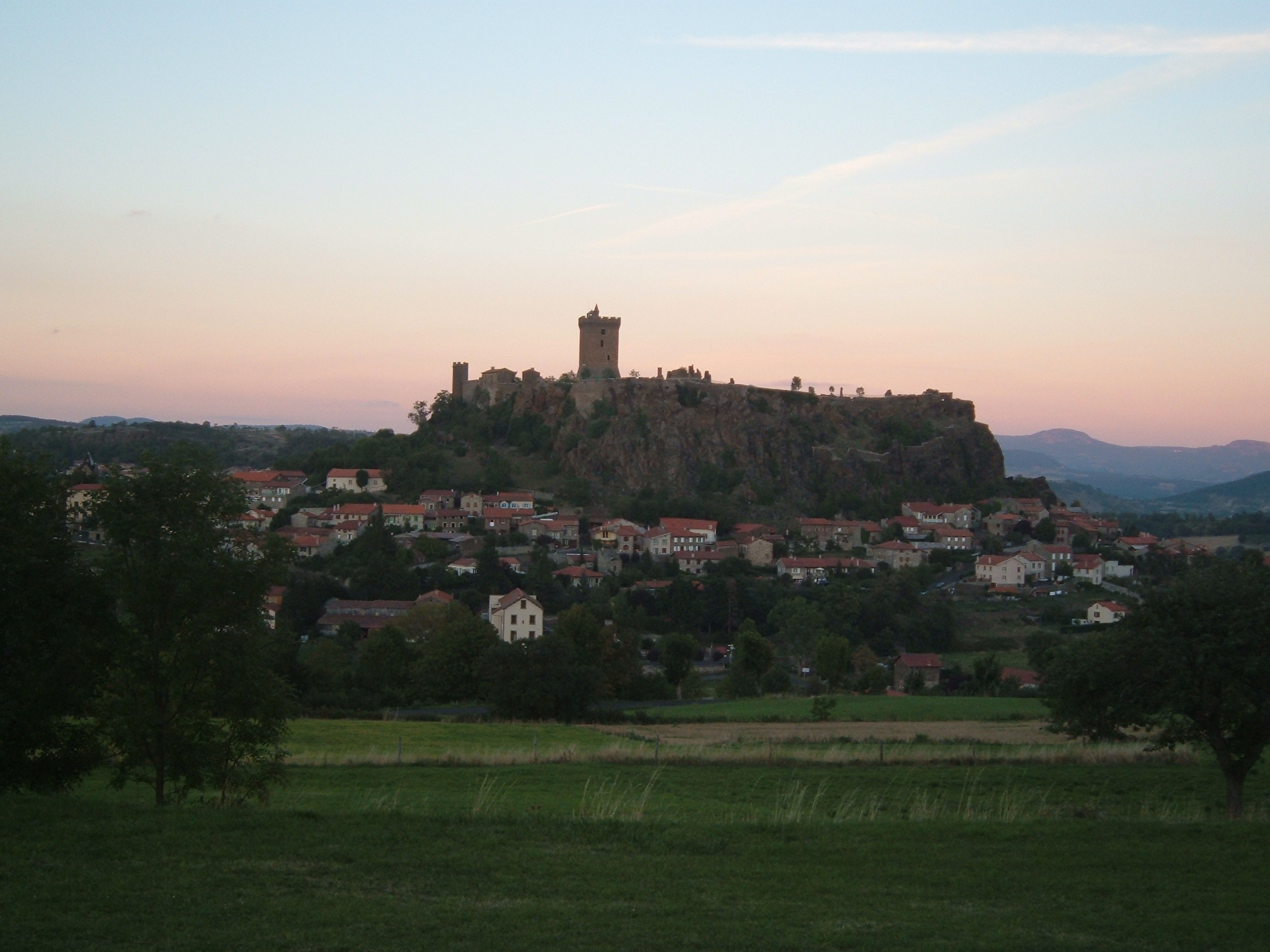
ポリニャック
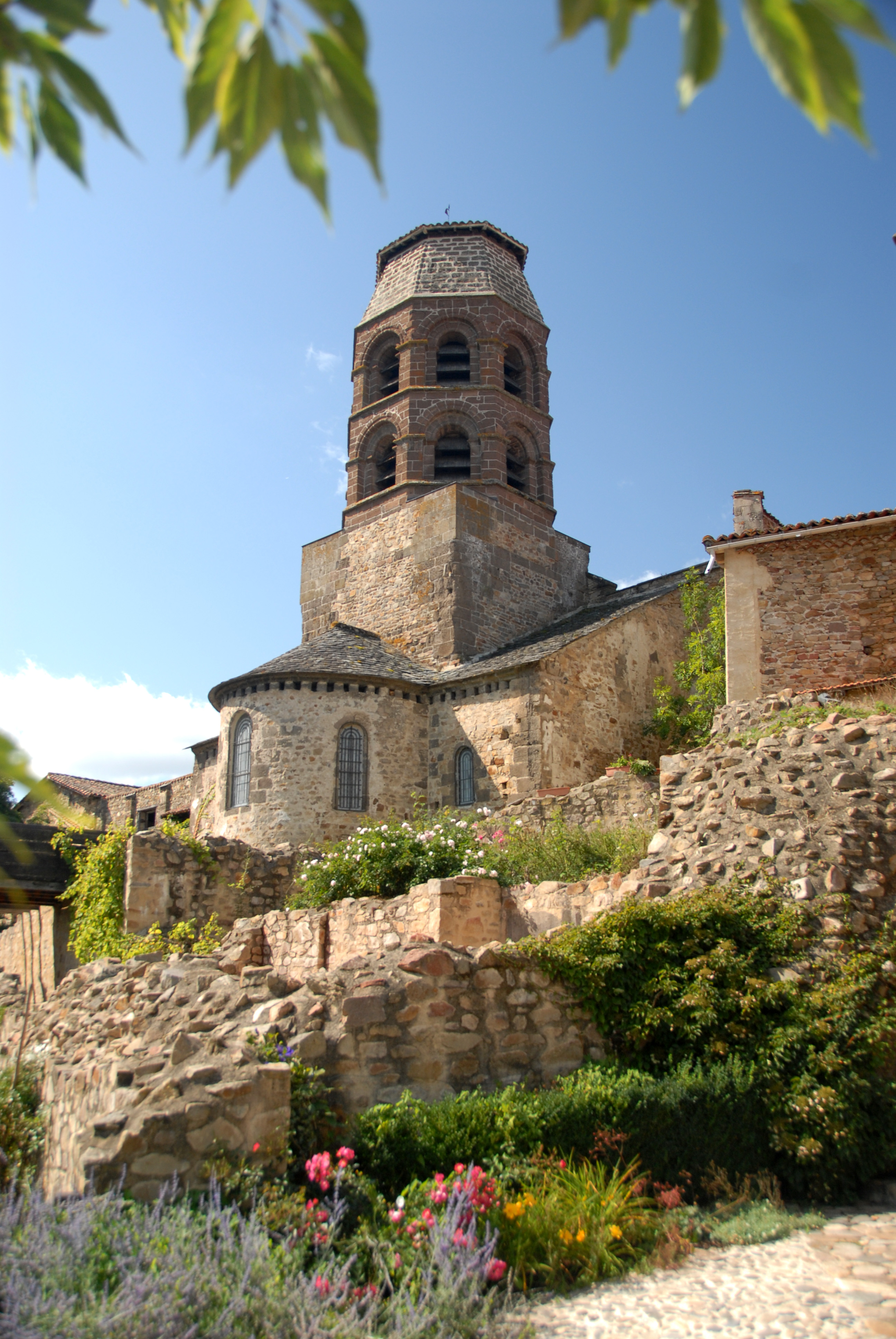
ラヴォデュー修道院
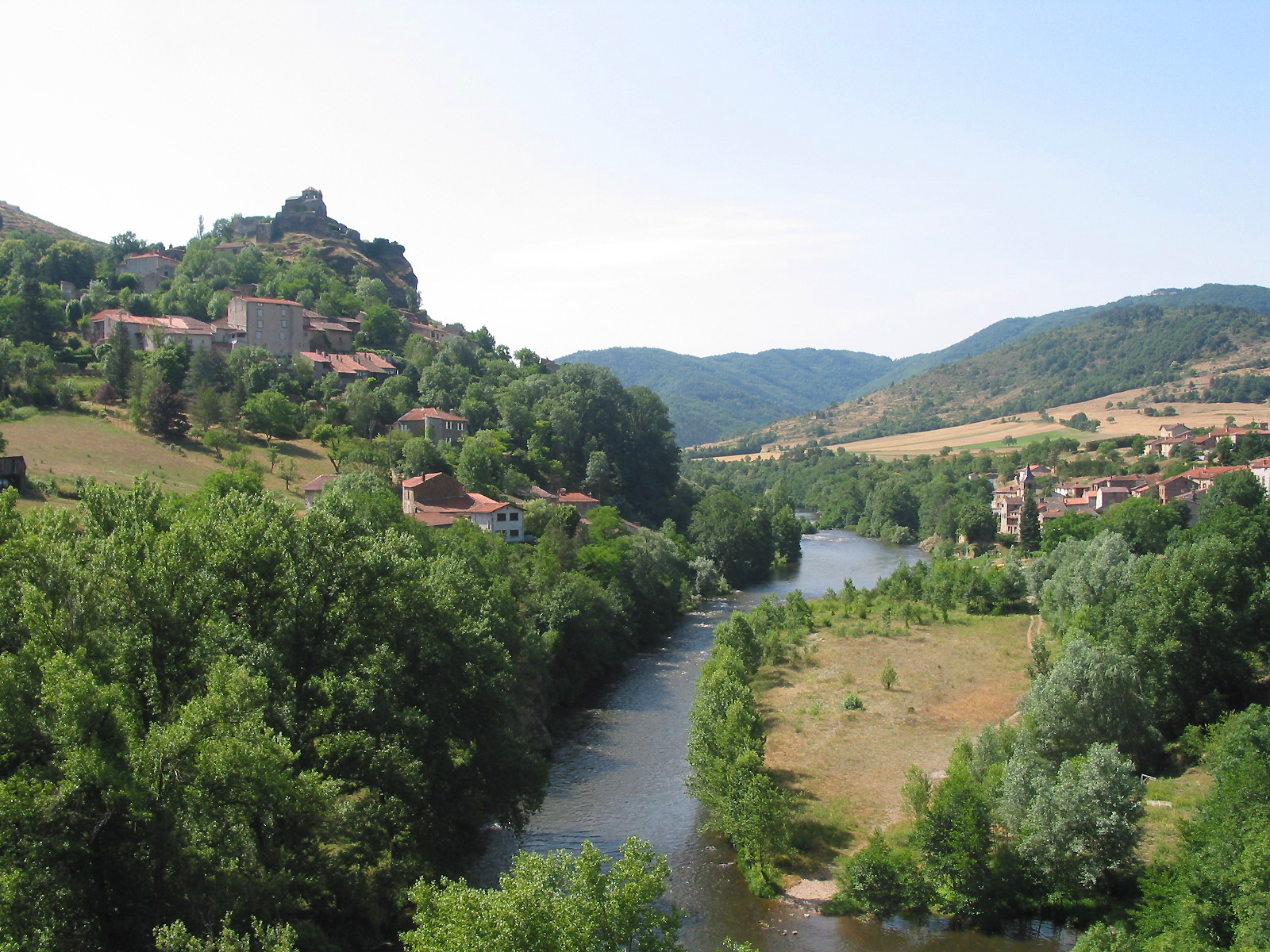
アリエ川の両岸の村々